# Castell'Aicardi
Castell'Aicardi è una frazione agricola del comune di San Secondo Parmense posta 3 km a sud-ovest del capoluogo, sulla strada che conduce a Fontanellato.

## Storia
Castell'Aicardi è un antichissimo insediamento posto in posizione strategica sulla grande ansa del paleoalveo dei tari morti. Trascurando un diploma di Liutprando del 712 giudicato un falso che menziona una Abbazia di Castellum Aicardi ma comunque contenente dati autentici, si fa risalire l'insediamento ad un Castrum Aicardi eretto intorno al 920 per volere del vescovo di Parma Aicardo (920-927 circa) per rinforzare la presenza dei canonici del Capitolo della Cattedrale di Parma sui territori concessi a Guibodo da re Arnolfo nel 894.
Probabilmente l'insediamento venne costruito, come anche la Pieve di San Genesio (collocata presso la corticella di Caput Parioli) entro i confini della più importante corte di Pariola, località da collocarsi a nord est dell'attuale frazione di Fontanellato di Paroletta che da originario possedimento regio passò ai supponidi e quindi ai canonici. I confini di tale corte infatti si estendavano sino al Taro morto che segnava il confine con la corte Redalda. La presenza del Castrum Aicardi è confermata in un documento del 1000 relativo al monastero cittadino di San Paolo dove è menzionato un Albericus di Castro Aicardo.
Nonostante la dipendanza dal capitolo nella zona di Castell'Aicardi vantava comunque diritti e possedimenti anche il monastero pavese di San Pietro in Ciel d'Oro, notizia già presente nel diploma di Liutprando e confermata da Corrado II con un diploma datato 24 gennaio 1039 redatto a Basilea.
A Castell'Aicardi compare per la prima volta menzionato il nome dei Rossi, nel 1147 è infatti accertato che possedessero nella zona beni allodiali, in quell'anno infatti Rolando Rubeo figura come primo fra i testimoni di una donazione di beni di Aicardus de castello Aicardi ai canonici.
Il territorio di Castell'Aicardi rimase in possesso ai canonici sino alla cessione in favore di Pietro Maria de' Rossi avvenuta dietro compenso agli inizi del XV secolo.
Dopo essere stata annesso alla contea di San Secondo Castell'Aicardi ne seguì le sorti, da ricordare un episodio nella guerra della contea contro il ducato di Milano: il 18 agosto 1482 le truppe comandate dal conte di Saluzzo Tommaso entrano dai confini meridionali della contea. Guido de' Rossi, figlio di Pier Maria II li attacca presso Castell'Aicardi trincerandosi successivamente dietro un terrapieno che proseguiva sino a località Sabbioni.
Radunate tutte le truppe possibili e messi anche i contadini come rinforzo a proteggere gli argini riuscì grazie ad un'accanita difesa a rintuzzare tutti gli attacchi degli invasori che non riuscirono a violare il perimetro difensivo. Per l'ardore dimostrati gli abitanti di Castell'Aicardi ottennero molti riconoscimenti dei Rossi.

## Monumenti e luoghi d'interesse

### Chiesa di San Pietro

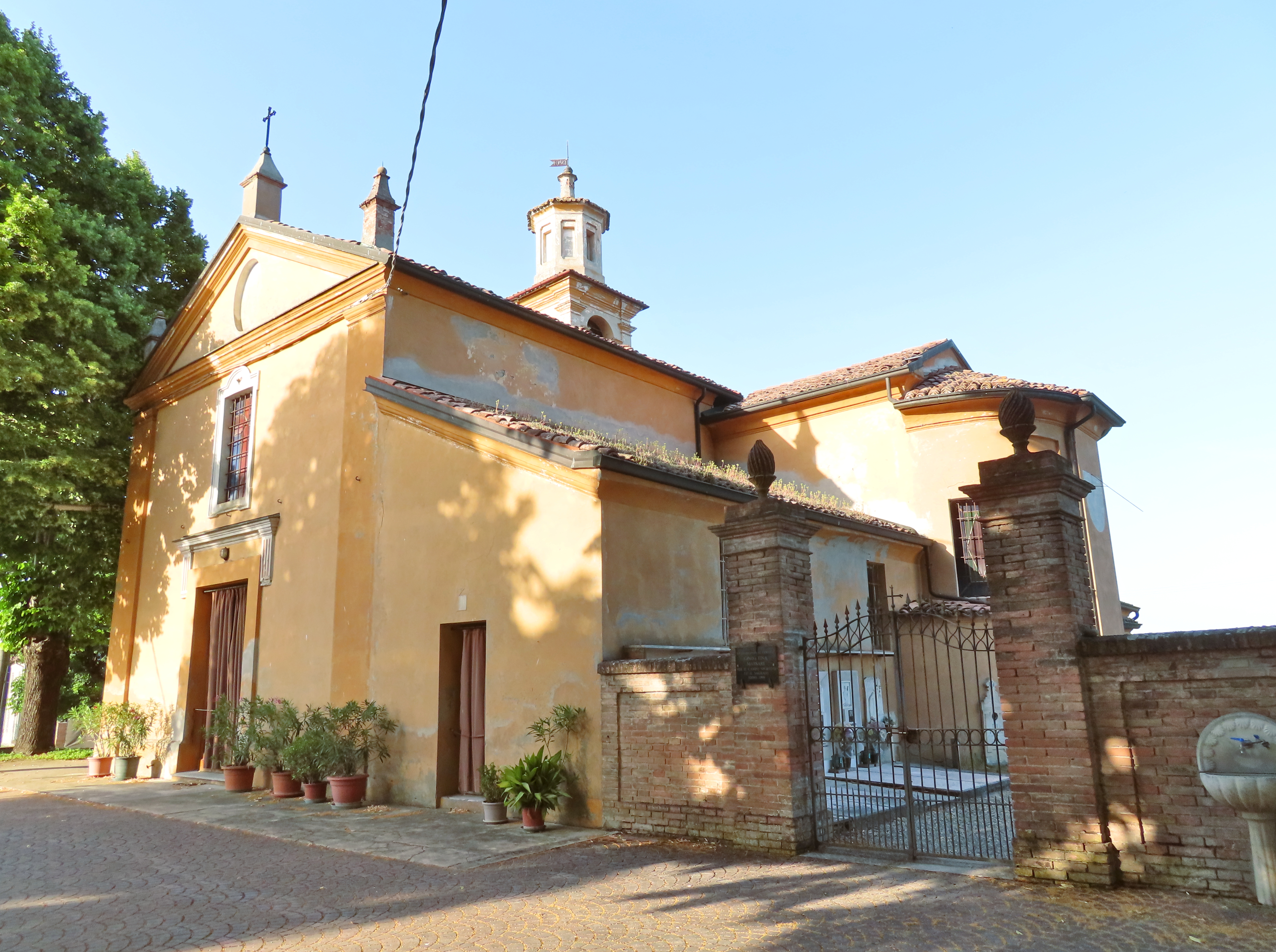
Chiesa di San Pietro

Il nucleo originario della frazione è raggruppato sulla riva del Taro Morto dove sorge la chiesa dedicata a San Pietro Apostolo circondata da alcune case e qualche casale sparso, la frazione si è poi sviluppata verso nord in direzione San Secondo lungo la provinciale 44 dopo che questa ha attraversato il canale San Carlo tanto che la maggior parte del centro abitato è appunto collocato nella nuova zona residenziale.

## Eventi
Castell'Aicardi rappresenta l'unica contrada esterna al capoluogo che gareggia al Palio delle contrade di San Secondo, i suoi colori sono verde e viola.